# Younes Taha
Younes Taha, de son nom complet Younes Taha El Idrissi (en arabe : يونس طه الإدريسي), né le 27 novembre 2002 à Amsterdam aux Pays-Bas, est un footballeur néerlando-marocain qui joue au poste de milieu de terrain au FC Groningue, en prêt du FC Twente.

## Biographie

### Naissance, famille et débuts amateurs (2002-2022)
Younes Taha naît et grandit à Amsterdam-Ouest aux Pays-Bas au sein d'une famille marocaine arrivée aux Pays-Bas en provenance de Ouarzazate au Maroc dans les années 1980.
Younes reçoit son premier ballon à l'âge de deux ans. Lorsqu'il a quatre ans, son père l'inscrit au DWS Amsterdam dans son quartier à Slotermeer. À douze ans, il signe au FC Volendam pour une saison sous la houlette de Barry Opdam. Après sa saison à Volendam, il est renvoyé du club en raison de son poids jugé très léger. En pleurs, Younes est soutenu par son entraîneur Opdam, ce dernier motive Taha à montrer au club qu'ils ont commis une erreur en le renvoyant. Adolescent, il suit les traces de son grand frère Redouan Taha (nl) (né en 1999 et également footballeur), se présentant souvent lors de ses entraînements avec le FC Utrecht et envisageant une carrière professionnelle dans le football.
N'étant pas repris dans une liste de sélection dans le centre de formation de l'AZ Alkmaar, Taha poursuit son ascension junior au VPV Purmersteijn à Purmerend, une ville voisine, et à De Volewijckers avant de revenir à l'académie du FC Volendam en 2021.
À partir de la saison 2021-2022, il dispute ses premières minutes avec l'équipe réserve du FC Volendam.  Face au manque d'intérêt des clubs pour le jeune joueur d'Amsterdam, son père lui conseille d'arrêter le football et de se tourner vers le futsal, mais cela n'entame pas la détermination de Younes Taha à poursuivre son rêve de devenir footballeur professionnel. Pendant cette période, il connaît une croissance physique, gagnant quelques centimètres en taille.

### Débuts professionnels au PEC Zwolle (2022-2023)
Alors que son club à Volendam se prépare à lui offrir son premier contrat professionnel, le 1er juillet 2022, il s'engage pour deux saisons au PEC Zwolle en deuxième division néerlandaise. Il porte ainsi le numéro 20 sous la houlette de l'entraîneur Dick Schreuder.
Le 7 août 2022, il dispute son premier match professionnel en étant titularisé contre De Graafschap (victoire, 2-1). Le 12 septembre, il inscrit son premier but professionnel contre les Jong AZ (victoire, 2-3). Le 11 novembre, il inscrit son premier doublé contre le FC Eindhoven (victoire, 5-2). En fin de saison, le 28 avril, il inscrit un triplé contre le FC Dordrecht (victoire, 4-0). Il termine ainsi la saison à la deuxième place du championnat (derrière le Heracles Almelo), accédant officiellement à l'Eredivisie pour la saison suivante avec 32 matchs disputés et 14 buts inscrits.
Avec ces statistiques, il est le plus jeune joueur à inscrire plus de dix buts en deuxième division néerlandaise lors de cette saison.

### FC Twente (depuis 2023)
Le 1er juillet 2023, il est transféré pour quatre saisons au FC Twente pour un montant de 1,2 million d'euros, après un bras de fer entre le club néerlandais et le Royale Union saint-gilloise,,. Il intègre l'effectif du FC Twente sous la houlette du nouvel entraîneur Joseph Oosting (en).
Il dispute son premier match lors de la pré-saison le 22 juillet 2023 contre le FC Schalke 04, en entrant en jeu à la 87e minute à la place de Daan Rots (match nul, 2-2). Il dispute son premier match officiel le 3 août dans le cadre d'un match de Ligue Europa Conférence contre le Hammarby IF, en entrant en jeu à la 111e minute à la place de Mathias Kjølø (match nul, 1-1). Le 3 décembre 2023, il inscrit son premier but en Eredivisie contre le Go Ahead Eagles sur une passe décisive de Daan Rots (victoire, 1-3). Younes Taha doit attendre jusqu'au 20 janvier 2024 avant de recevoir sa première titularisation contre le NEC Nimègue (défaite, 1-0).

### En sélection
Possédant un double passeport néerlandais et marocain, Younes Taha a l'embarras du choix concernant les sélections nationales. Il déclare à propos de son choix international : « Si le Maroc me convoque en premier, alors j'en ferai ma priorité ».
Le 22 mars 2023, il reçoit sa première convocation sous le nouveau sélectionneur Issame Charaï pour un match amical face à la Côte d'Ivoire olympique à Rabat dans le cadre des préparations à la Coupe d'Afrique des nations des moins de 23 ans qui se déroulera au Maroc en 2023,. Mis sur le banc sur ce match (défaite, 2-3), il dispute ses premières minutes lors du second match amical face au Togo olympique (victoire, 2-0) avant d'endurer une grave blessure, provoquant une pupille saignante et une perte de vue pendant deux jours. Il est alors contraint de quitter le Maroc pour retourner aux Pays-Bas pour être soigné,.
Lors des préparations de la CAN U23 en début juin, il inscrit un doublé contre la Mauritanie (victoire, 4-1) et prend part au deuxième match de préparation contre la Zambie (victoire, 3-1),.
Le 9 juin 2023, il figure sur la liste définitive d'Issame Charaï pour prendre part à la Coupe d'Afrique des nations des moins de 23 ans qui a lieu au Maroc. Les matchs de phase de groupe ont lieu en fin de mois de juin contre la Guinée olympique, le Ghana olympique et le Congo olympique au Complexe sportif Moulay-Abdallah de Rabat. Mis sur le banc lors du premier match contre la Guinée olympique (victoire, 2-1), il fait ses débuts dans la compétition en remplaçant Oussama Targhalline à la 84e minute de jeu. Contre le Ghana olympique, sur le banc pendant 90 minutes, ses coéquipiers valident leur  ticket pour les demi-finales de la compétition après une victoire de 5-1,. Le 30 juin, il reçoit sa première titularisation à l'occasion du troisième match de la phase de groupe contre le Congo olympique et inscrit son premier but officiel à la septième minute de jeu, offrant ainsi la victoire à sa sélection nationale (victoire, 1-0),. Il remporte ainsi le prix du meilleur joueur du match. Lors des demi-finales contre le Mali olympique, il entre en jeu en deuxième mi-temps et dispute les prolongations (match nul, 2-2 et victoire aux t.a.b.). La finale est remportée par le Maroc en prolongation contre l'Égypte olympique grâce à un but d'Oussama Targhalline (victoire, 2-1),.
Sélectionné en septembre 2023, il dispute un match amical le 7 septembre contre le Brésil olympique à Fès en étant titularisé par Issame Charaï (victoire, 1-0),. Un deuxième match amical prévu le 11 septembre dans la même ville est annulé par la fédération marocaine à la suite du séisme au Maroc,.

## Style de jeu
Younes Taha est un milieu de terrain connu pour son style de jeu créatif et technique. Il est décrit par le directeur technique du FC Twente Jan Streuer comme étant « un joueur talentueux capable de jouer aussi bien dans l'aile gauche que l'aile droite, et d'ailleurs même en 10. ». Sur le terrain, il se distingue par sa vision exceptionnelle du jeu et sa capacité à trouver des passes précises dans les espaces les plus restreints. Son toucher de balle délicat lui permet de contrôler le ballon avec une grande aisance et de créer des opportunités de but pour son équipe.
Taha est également reconnu pour sa capacité à tirer des coups francs et des corners de manière précise et dangereuse, comme il le démontre dès son début de carrière au PEC Zwolle et avec le Maroc olympique. Son pied gauche redoutable lui permet d'envoyer des centres précis et de marquer des buts spectaculaires de loin. Il est également très à l'aise dans le dribble, utilisant sa vitesse et sa technique pour éliminer les défenseurs adverses et créer des occasions de but.
En plus de ses compétences techniques, Taha est un joueur intelligent qui possède une grande lecture du jeu. Il sait quand prendre des risques pour tenter une passe décisive ou prendre un tir au but, mais il est également capable de conserver le ballon et de jouer de manière plus conservatrice lorsque cela est nécessaire. Son style de jeu audacieux et créatif fait de lui un joueur passionnant à regarder sur le terrain, et il est souvent un facteur clé dans les succès de son équipe. Taha explique avoir le plus appris de son ancien entraîneur au PEC Zwolle, Dick Schreuder.

## Statistiques

### Statistiques détaillées
| Saison                | Club                  | Championnat           | Championnat | Championnat | Championnat | Coupe(s) nationale(s) | Coupe(s) nationale(s) | Coupe(s) nationale(s) | Compétition(s) continentale(s) | Compétition(s) continentale(s) | Compétition(s) continentale(s) | Compétition(s) continentale(s) | Maroc | Maroc | Maroc | Total | Total | Total |
| Saison                | Club                  | Division              | M.          | B.          | P.d.        | M.                    | B.                    | P.d.                  | Comp.                          | M.                             | B.                             | P.d.                           | M.    | B.    | P.d.  | M.    | B.    | P.d.  |
| 2022-2023             | PEC Zwolle            | Eerste Divisie        | 33          | 14          | 1           | -                     | -                     | -                     | -                              | -                              | -                              | -                              | -     | -     | -     | 33    | 14    | 1     |
| 2023-2024             | FC Twente             | Eredivisie            | -           | -           | -           | -                     | -                     | -                     | -                              | -                              | -                              | -                              | -     | -     | -     | 0     | 0     | 0     |
| Total sur la carrière | Total sur la carrière | Total sur la carrière | 33          | 14          | 1           | -                     | -                     | -                     | -                              | -                              | -                              | -                              | 0     | 0     | 0     | 33    | 14    | 1     |

### En sélection marocaine
Le tableau suivant liste les rencontres de l'équipe du Maroc U23 des catégories des jeunes dans lesquelles Younes Taha a été sélectionné depuis le 22 mars 2023.
| Catégorie | Date             | Lieu       | Adversaire             | Résultat | Minutes | Compétition  | Buts | Passes | Capitaine | Club       |
| --------- | ---------------- | ---------- | ---------------------- | -------- | ------- | ------------ | ---- | ------ | --------- | ---------- |
| Maroc U23 | 22 mars 2023     | Rabat      | Côte d'Ivoire          | 2 – 3    | 20 min  | Match amical | 0    | 0      | Non       | PEC Zwolle |
| Maroc U23 | 15 juin 2023     | Rabat      | Mauritanie             | 4 – 1    | -       | Match amical | 2    | 0      | Non       | PEC Zwolle |
| Maroc U23 | 19 juin 2023     | Rabat      | Zambie                 | 3 – 1    | -       | Match amical | 0    | 1      | Non       | PEC Zwolle |
| Maroc U23 | 24 juin 2023     | Rabat      | Guinée                 | 2 – 1    | 6 min   | CAN U23      | 0    | 0      | Non       | PEC Zwolle |
| Maroc U23 | 30 juin 2023     | Rabat      | Congo                  | 1 – 0    | 90 min  | CAN U23      | 1    | 0      | Non       | PEC Zwolle |
| Maroc U23 | 4 juillet 2023   | Rabat      | Mali                   | 2 – 2    | 43 min  | CAN U23      | 0    | 1      | Non       | FC Twente  |
| Maroc U23 | 8 juillet 2023   | Rabat      | Égypte                 | 2 – 1    | 30 min  | CAN U23      | 0    | 0      | Non       | FC Twente  |
| Maroc U23 | 7 septembre 2023 | Fès        | Brésil                 | 1 – 0    | 90 min  | Match amical | 0    | 0      | Non       | FC Twente  |
| Maroc U23 | 16 octobre 2023  | Casablanca | République dominicaine | 3 – 1    | 64 min  | Match amical | 0    | 1      | Non       | FC Twente  |
| Maroc U23 | 21 novembre 2023 | Murcie     | États-Unis             | 1 – 0    | 57 min  | Match amical | 0    | 0      | Non       | FC Twente  |
| Maroc U23 | 26 mars 2024     | Antalya    | Pays de Galles         | 2 – 0    | 69 min  | Match amical | 0    | 0      | Non       | FC Twente  |

## Palmarès

### En club
PEC Zwolle
- Eerste Divisie :
  - Vice-champion : 2023.

### En sélection
Maroc -23 ans
- Coupe d'Afrique des nations :
  -  Vainqueur : 2023.

### Distinctions personnelles
- 2023 : Vainqueur du trophée du meilleur talent de la D2 néerlandaise
- 2023 : Dans l'équipe-type de la saison en D2 néerlandaise[39]